# Amt Mittleres Nordfriesland
Het Amt Mittleres Nordfriesland is een Amt in de Duitse deelstaat Sleeswijk-Holstein. Mittleres Nordfriesland werd gevormd in 2008 en is een van de huidige acht Ämter in de Kreis Noord-Friesland. Bestuurscentrum van het Amt is het stadje Bredstedt. Het werd gevormd uit de voormalige Ämter Bredtstedt-Land, Stollberg en de stad Bredstedt.

## Deelnemende gemeenten
| - Ahrenshöft - Almdorf - Bargum - Bohmstedt - Bordelum - Bredstedt - Breklum | - Drelsdorf - Goldebek - Goldelund - Högel - Joldelund - Kolkerheide | - Langenhorn - Lütjenholm - Ockholm - Sönnebüll - Struckum - Vollstedt |